# Autowrack
Als Autowrack (siehe auch Wrack) bezeichnet man ein Kraftfahrzeug, das nicht mehr funktionstüchtig ist und in einem vernünftigen wirtschaftlichen Rahmen nicht wieder in den Verkehr gebracht werden kann. Autowracks werden oft „ausgeschlachtet“, das heißt, noch brauchbare Teile der Fahrzeuge werden vor der endgültigen Verschrottung demontiert. Dies findet sowohl gewerbsmäßig in Verwertungsbetrieben als auch illegal am Wegesrand statt.
Ein besonderes Problem stellen Autowracks dar, die nicht dem Fahrzeugrecycling zugeführt wurden, sondern illegal an Straßenrändern abgestellt oder frei im Gelände stehen gelassen werden. 

Autowracks können noch wassergefährdende Kraft- und Betriebsstoffe wie Benzin, Bremsflüssigkeiten (Glycolether), Kühlflüssigkeiten (Ethylenglycol) und Motoröle enthalten, die unkontrolliert auslaufen und den Boden oder das Grundwasser gefährden können. 

Das illegale Abstellen eines Autowracks kann einen Straftatbestand darstellen. Die Behörden ermitteln in solchen Fällen die Vorbesitzer über die Fahrgestellnummer (FIN). Diese wird deshalb manchmal entfernt, was in der Regel aber sinnlos ist, da an versteckter Stelle die FIN an Fahrzeugen an unzugänglichen Stellen mehrfach angebracht ist. Um die illegale Abfallentsorgung von Autowracks einzudämmen, hat der Gesetzgeber die Altfahrzeugverordnung erlassen. Die steigenden Metallpreise haben jedoch in der Zwischenzeit zu einer Selbstregulierung des Problems geführt. Autoverwerter zahlen mittlerweile für den Ankauf von Autowracks. Darüber gab es in Vergangenheit immer wieder so genannte Abwrackprämien von Seiten der Automobilindustrie, um den Absatz von Neufahrzeugen zu fördern.
In Einzelfällen können sehr alte und seltene Fahrzeugwracks wieder an Wert gewonnen haben. So wurde ein Wrack eines Bugatti vom Meeresgrund geborgen.

## Historische Autofriedhöfe
Alte Autofriedhöfe, die schon vor Jahrzehnten aufgegeben wurden, entsprechen nicht mehr den Bestimmungen der heutigen Umweltgesetzgebung und führten daher zur Kontroversen bezüglich ihrer Räumung. Diese Friedhöfe bestehen vollständig aus Wracks von Oldtimern und Youngtimern, also historischen Automodellen, die bei einem Teil der Bevölkerung emotional positiv besetzt sind, was sich in ihren Augen auf den Autofriedhof als Ganzes überträgt. Viele Menschen mit weniger Affinität zum Automobil sehen in den verwitternden Autos wiederum nichts weiter als Umweltverschmutzung. In den letzten Jahren bekannt gewordene Beispiele für solche Autofriedhöfe sind Kyrkö Mosse in Schweden (blieb erhalten) und Kaufdorf (Gürbetal) in der Schweiz (wurde aufgelöst).

## Galerie

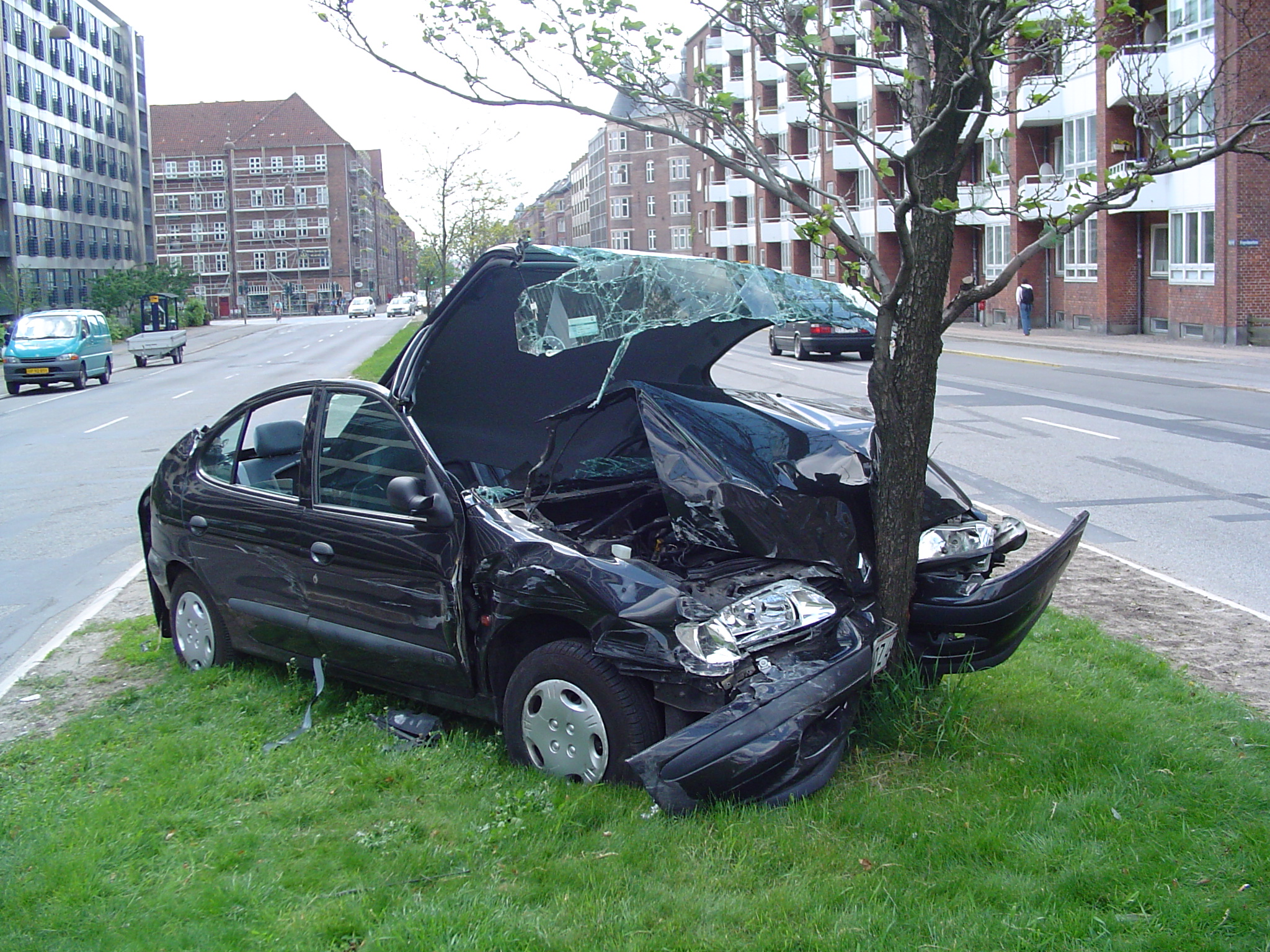
Ein Autowrack nach einem schweren Verkehrsunfall
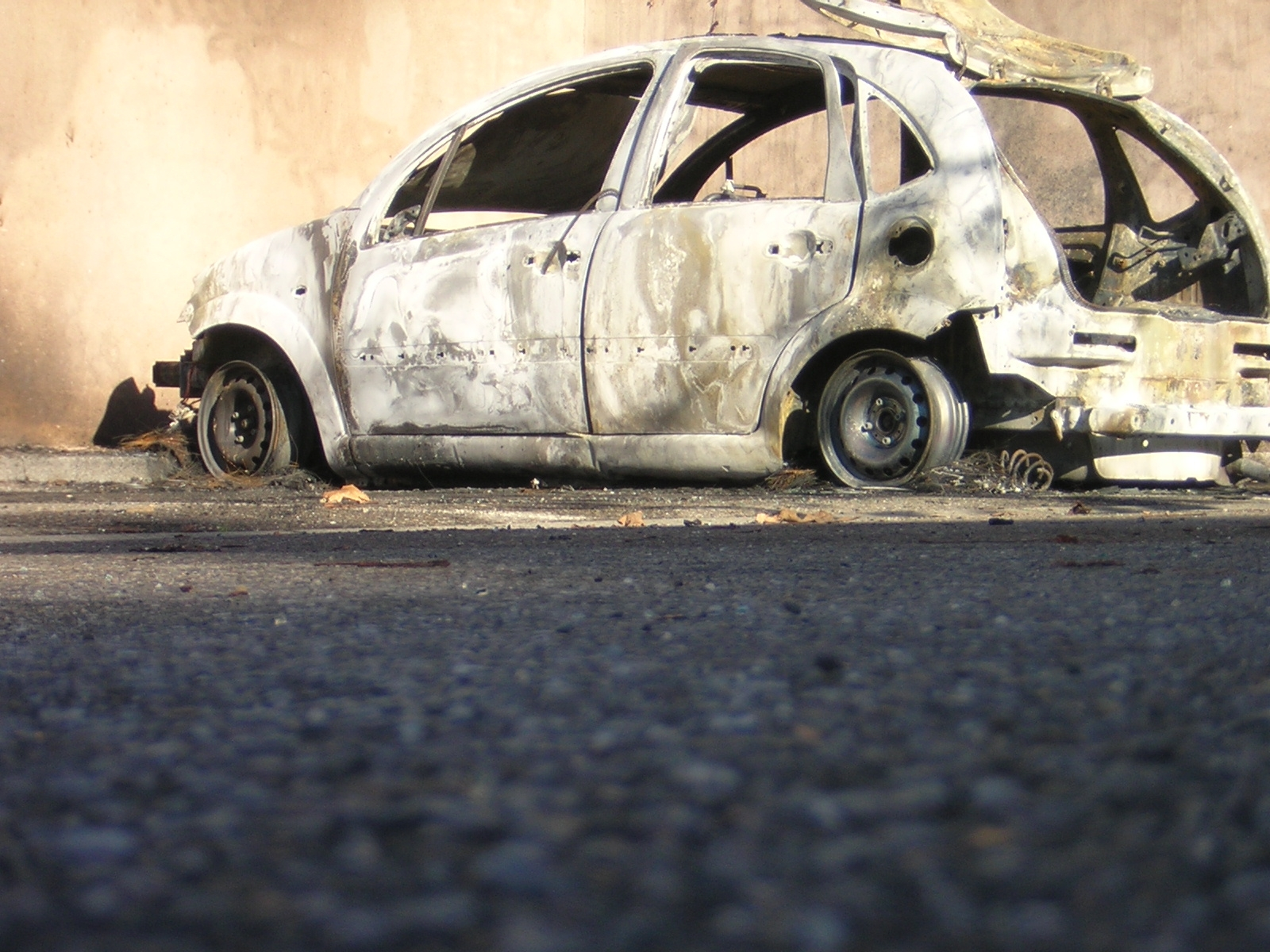
Ausgebranntes Autowrack
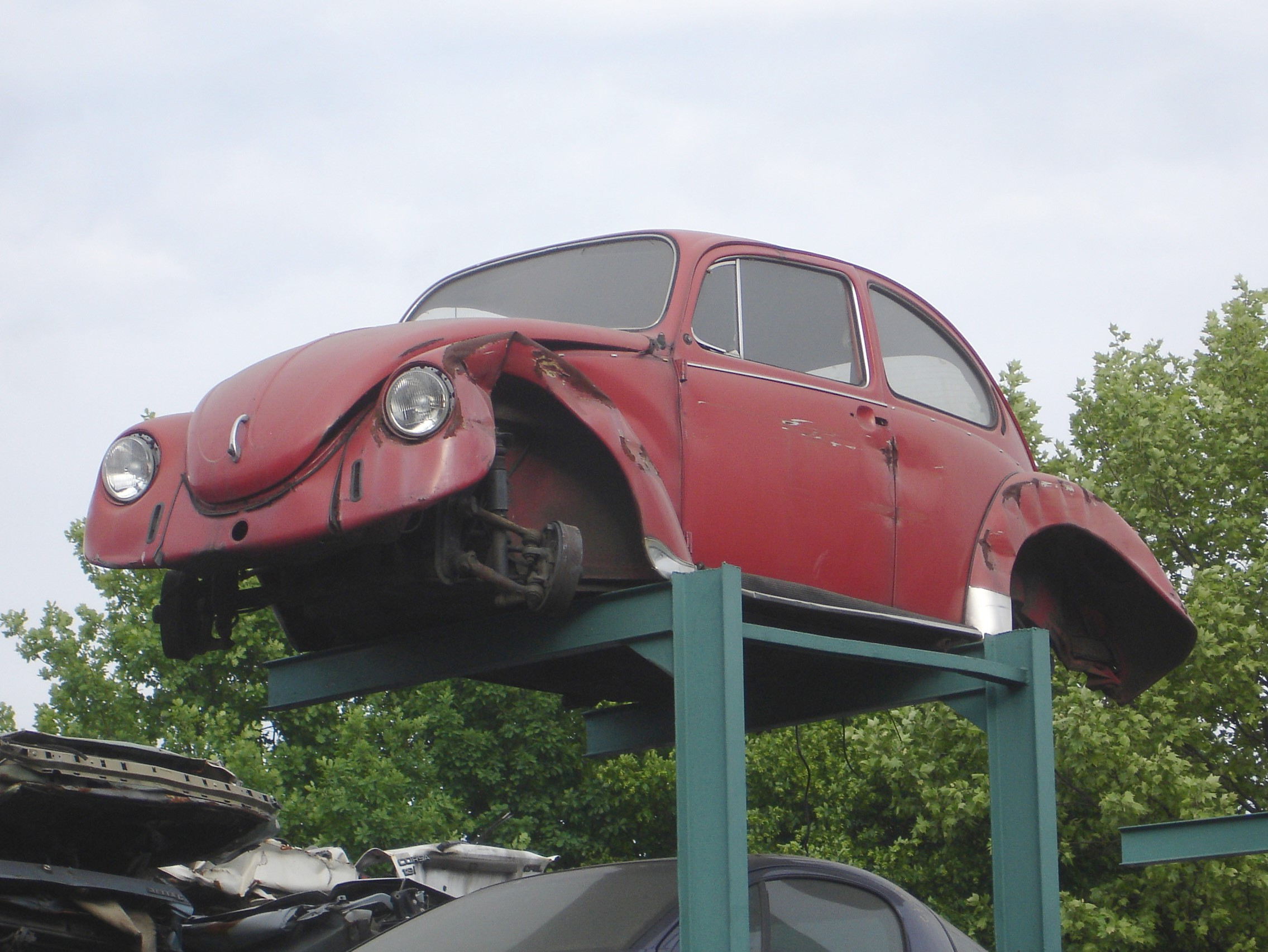
Ein ausrangierter Pkw bei einem Verwerter
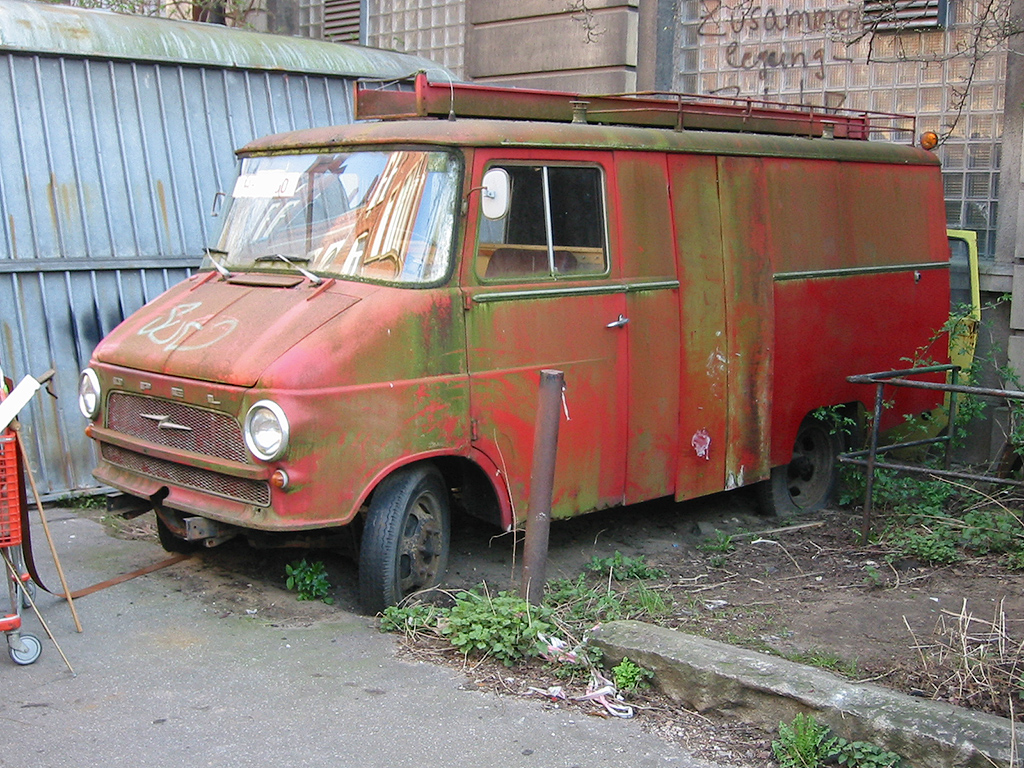
Wrack eines leichten Lkw
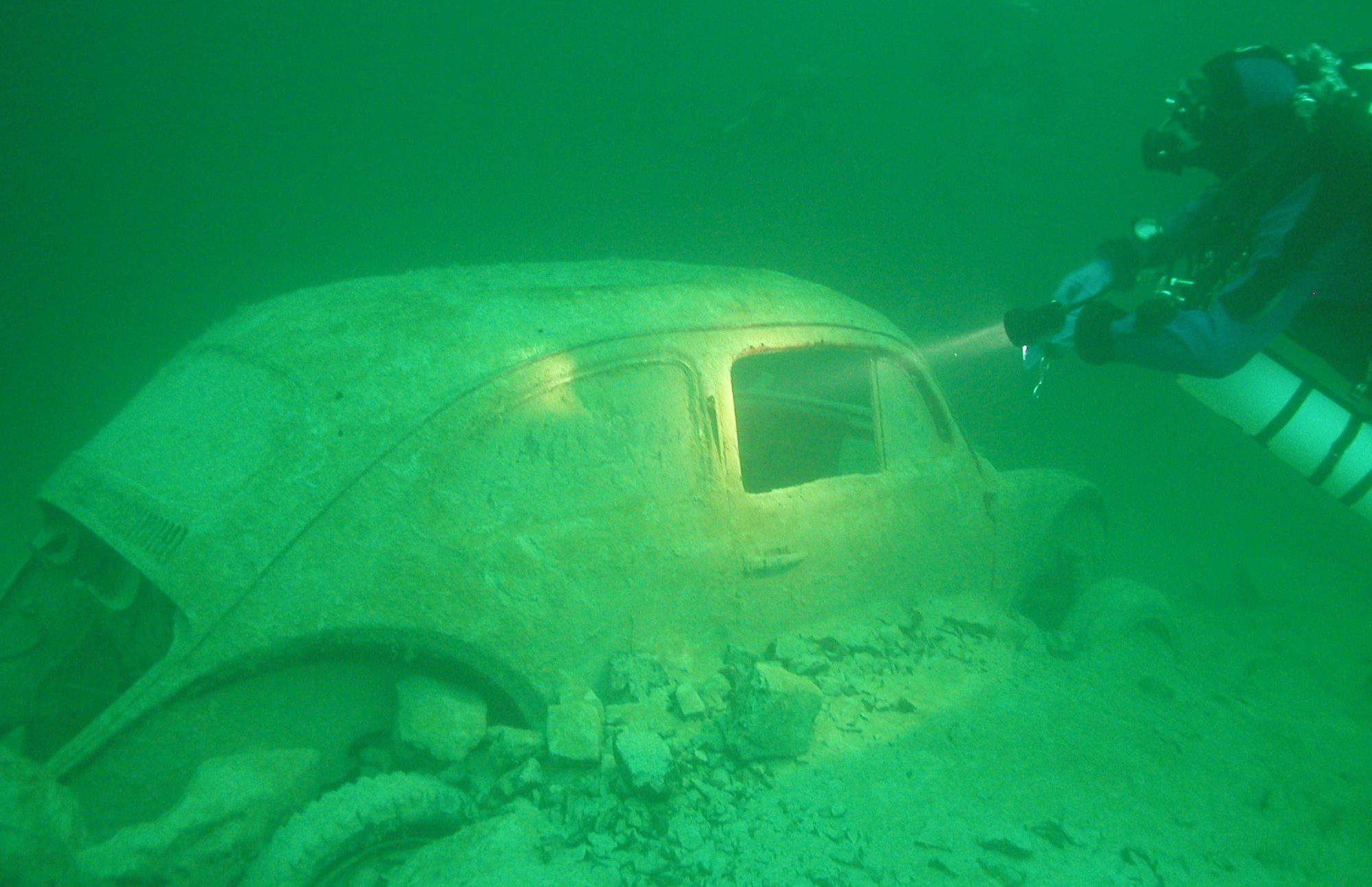
Austretende Betriebsstoffe können eine Gefahr für die Umwelt darstellen
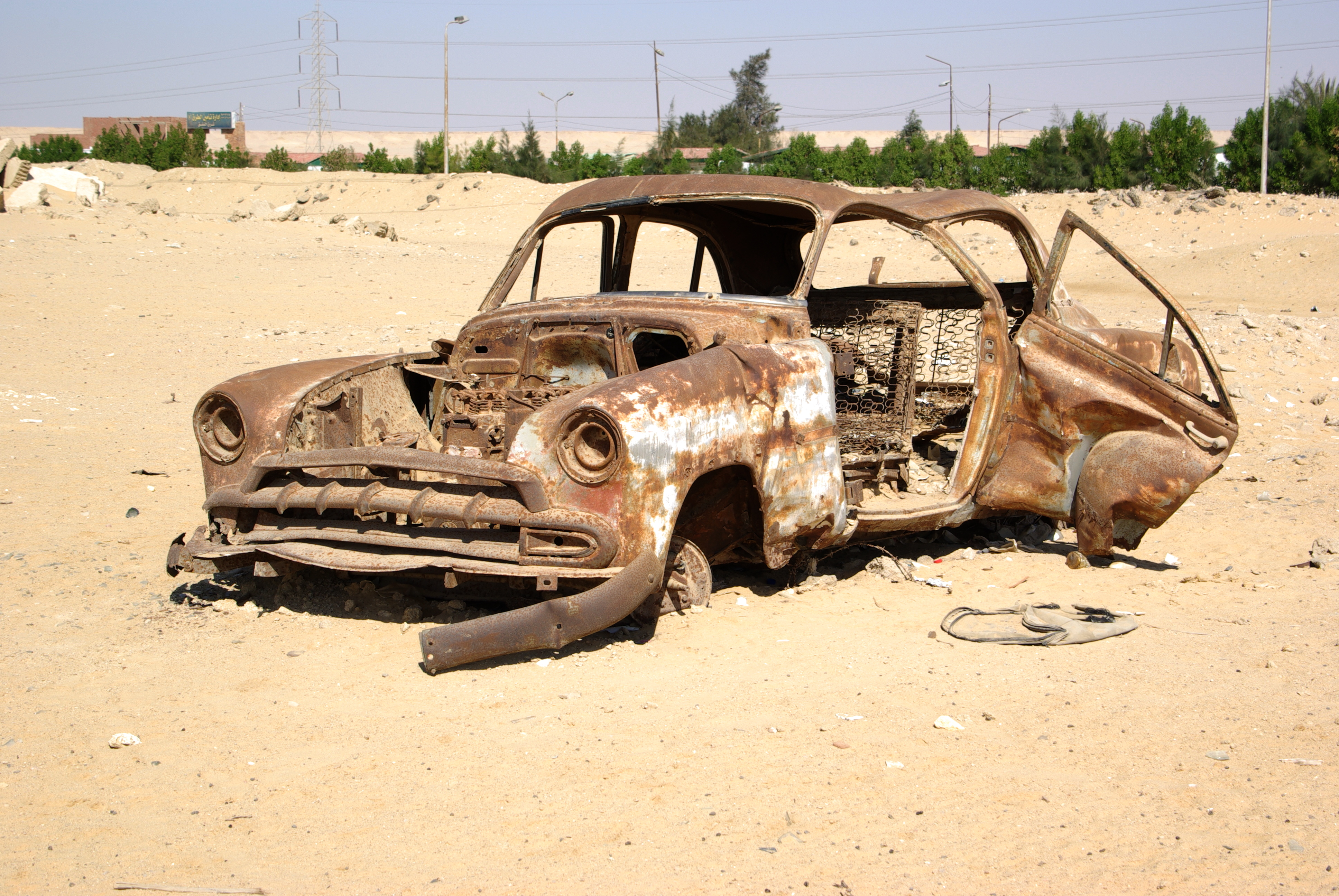
Autowrack in Ägypten
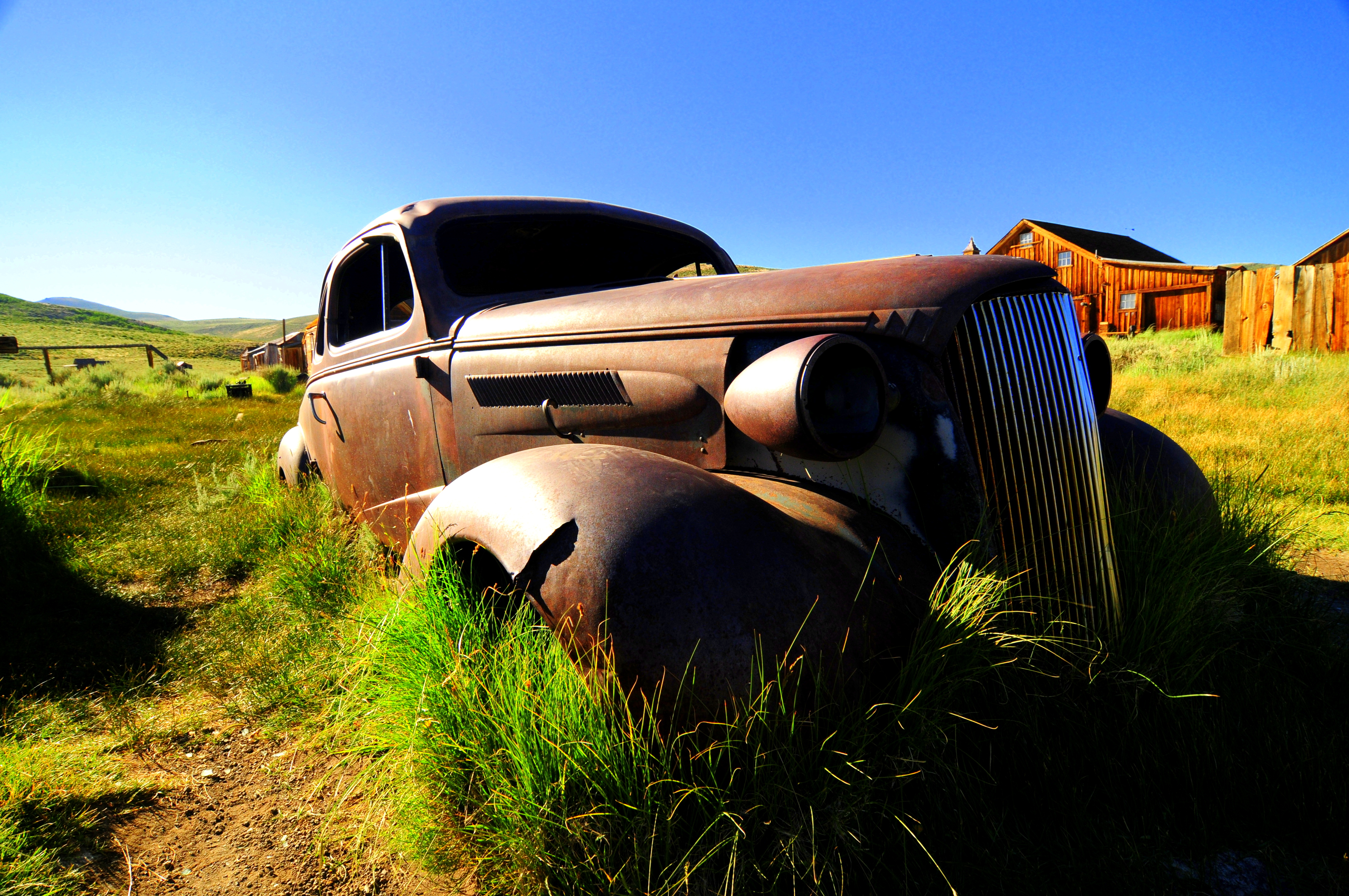
Autowrack in der Geisterstadt Bodie
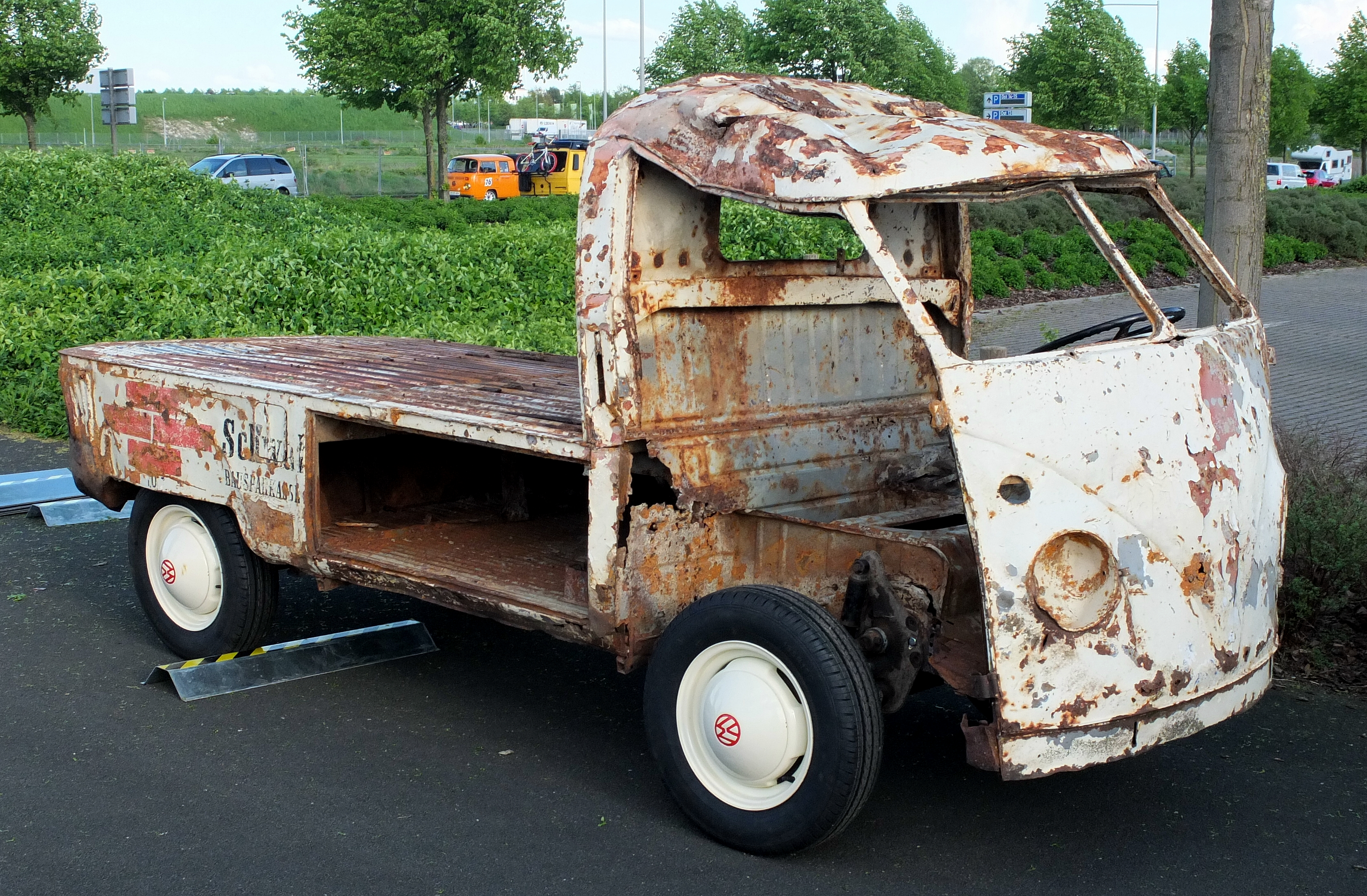
Wrack eines VW T1 Pritschenwagens